# Grigori Gorine
Œuvres principales
Pominalnaïa molitva

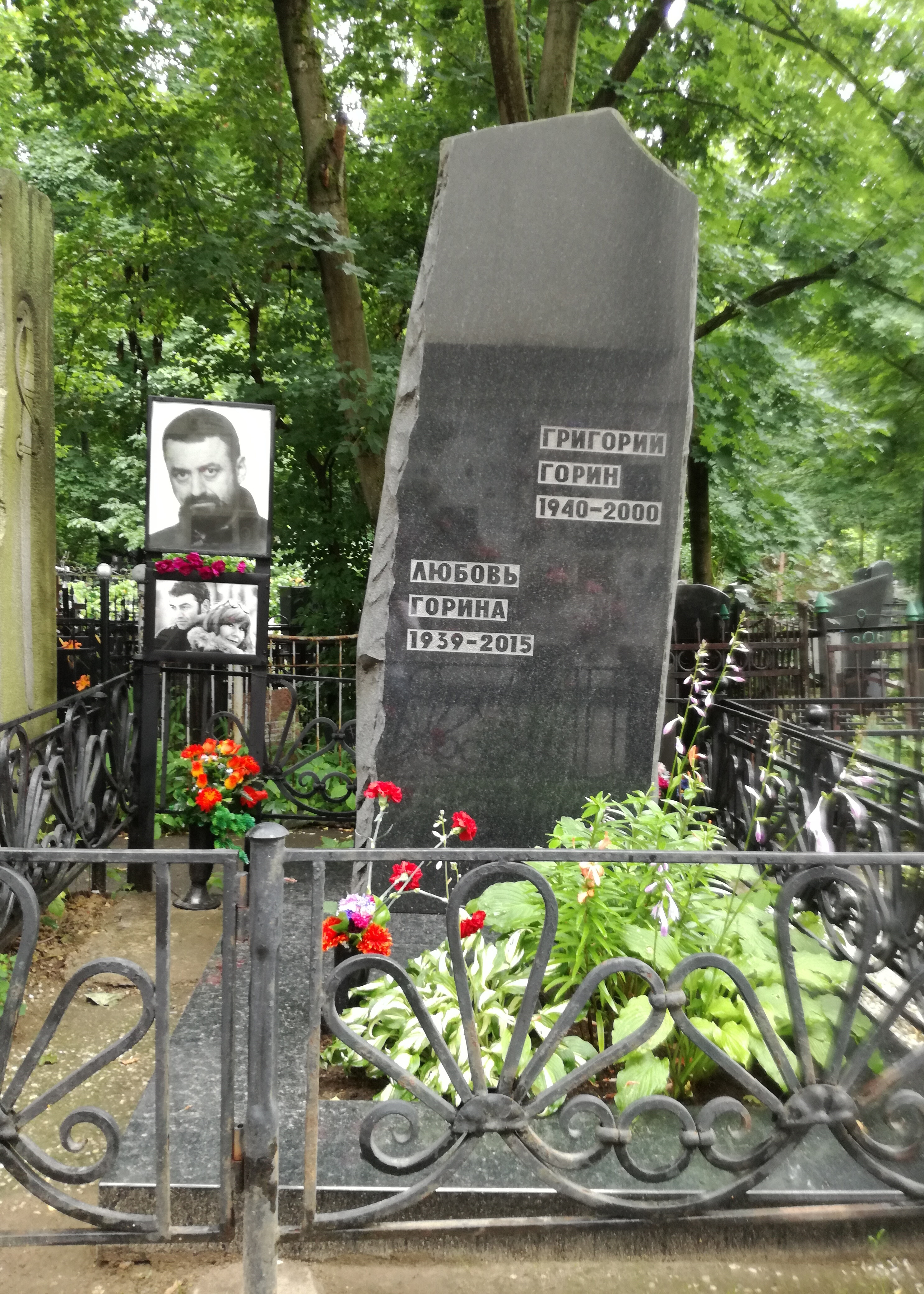
Tombe de Gorine au cimetière Vagankovo.

Grigori Izraïlevitch Gorine (Григо́рий Изра́илевич Го́рин) de son vrai nom Grigori Ofstein, né le 12 mars 1940 à Moscou et mort le 15 juin 2000 dans la même ville, est un écrivain, dramaturge et scénariste russe,. En 1989, l'adaptation de sa pièce Pominalnaïa molitva au théâtre du Lenkom est un événement marquant de l'époque de la perestroïka.

## Biographie
Grigori Gorine naît dans la famille du lieutenant-colonel Israël Abelevitch Ofstein (1904-2000), ancien combattant de la Grande Guerre patriotique. Le nom de jeune fille de sa mère, Gorinskaïa, a inspiré le nom de plume de Gorine. 
Diplômé du 1er Institut de médecine Ivan Setchenov de Moscou en 1963, Grigori Gorine travaille comme ambulancier pendant plusieurs années.
Son parcours littéraire commence avec l'écriture de sketchs pour l'équipe de son université qui participe au jeu télévisé KVN, très populaire en URSS.
Dans les années 1960, il tient la rubrique humoristique de la revue Iounost sous le pseudonyme de Galka Galkina. Ses œuvres sont aussi publiées dans la Literatournaïa gazeta. En 1966, paraît le recueil d'histoires humoristiques Quatre sous une même couverture, qui comprend les œuvres de Gorine, Arkadi Arkanov, Edouard Ouspenski et Felix Kandel (en).
En 1978-1990, on le voit régulièrement dans l'émission Autour du rire et au début des années 1990, fait partie du jury de KVN.
Le 19 juillet 1995, il apparaît en qualité d'invité dans Tchas pik, une émission de débat télévisé russe qui copie la célèbre Larry King Live.
Les dernières années de sa vie, il fait partie des personnalités rassemblées autour de Youri Nikouline dans l'émission humoristique Perroquet blanc. Après la mort de Nikouline, il s'y illustre lui-même comme animateur tout en se prononçant pour l'arrêt du projet.
Grigori Gorine meurt dans la nuit du 15 juin 2000, d'un infarctus du myocarde. Il est enterré au cimetière Vagankovo.

### Pièces de théâtre
- Ce fameux baron de Munchhausen, traduction Véronique Schiltz , Editions TriArtis,  (ISBN 978-2-490198-02-3), 2019[4]
- 1966 : Le Mariage sur toute l'Europe (Свадьба на всю Европу), coécrite avec Arkadi Arkanov
- 1972 : Oublier Érostrate (Забыть Герострата!)
- 1973 : Les petites comédies d'un grand immeuble (Маленькие комедии большого дома), coécrite avec Arkadi Arkanov
- 1974 : Le plus honnête (Самый правдивый), inspiré des Aventures du Baron de Münchhausen
- 1977 : Qui est qui ? (Кто есть кто?)
- 1980 : La Maison qui a été construite par Swift (Дом, который построил Свифт)
- 1989 : Pominalnaïa molitva (Поминальная молитва)